# Germano (patrício)
Germano (em latim: Germanus), chamado "patrício", (em grego: πατρίκιος), foi um dos principais membros do senado bizantino durante o reinado do imperador Maurício (r. 582–602).

## Biografia

### Sob Maurício

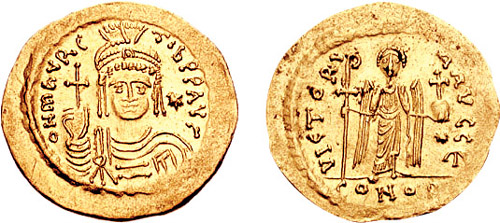
Soldo de Maurício r.

Em novembro de 601 ou, mais provavelmente, fevereiro de 602, uma filha de nome inerto de Germano casa-se com Teodósio, o filho mais velho de Maurício (r. 582–602) e da imperatriz Constantina. O casamento foi registrado por Teofilacto Simocata, Teófanes, o Confessor, a Crônica Pascoal, João Zonaras e Jorge Cedreno. Em 2 de fevereiro de 602, Teofilacto registra Germano resgatando a vida de Teodósio de um tumulto popular que insere-se nos motins em Constantinopla provocados pela escassez de alimentos. Mais tarde naquele ano, Germano e Teodósio estava caçando em Calicrateia, a pouca distância de Constantinopla. Lá, receberam uma correspondência informando sobre uma rebelião armada na Trácia na qual exigia-se a deposição de Maurício e ofereciam apoio para elevar Teodósio ou Germano ao trono.
Germano foi logo acusado de traição por Maurício, com o imperador suspeitou que ele seria responsável pela revolta em curso, pois, além da carta incriminatória, havia outro ato que apontava uma aliança entre os rebeldes e ele. Eles teriam apreendido todos os cavalos fora de Constantinopla, porém haviam deixado apenas o seu cavalo. Germano defendeu sua inocência em vão. Teodósio convenceu seu sogro a fugir antes de enfrentar a ira de Maurício. Germano e seu guarda-costas procuraram santuário, primeiro na Igreja de Maria criada por Ciro de Panópolis, então em Santa Sofia. Maurício enviou seus próprios guardas para capturar Germano enquanto o tumulto seguiu. Germano considerou render-se, mas uma coroa simpática convenceu-o do contrário. Eles foram estavam convencidos de que Maurício tinha intenção de executar Germano.

### Sob Focas

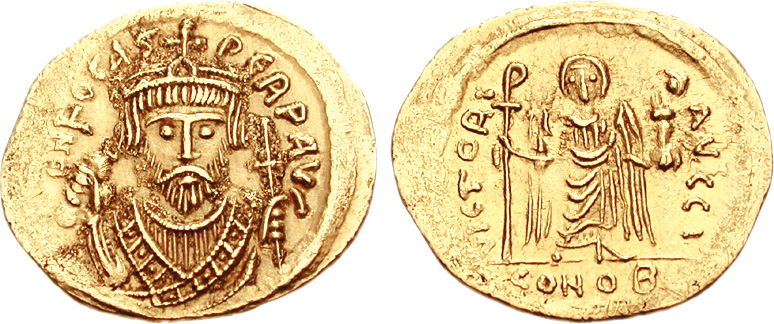
Soldo de Focas r.

No final de novembro de 602, Maurício fugiu de Constantinopla para escapar do avanço dos rebeldes. Germano então teve a chance de reclamar o trono e solicitou apoio da facção verde do Hipódromo de Constantinopla, que rejeitou-o firmemente . O candidato a imperador imediatamente voltou seu apoio para Focas, o líder dos rebeldes. De acordo com Teofilacto, Focas teria considerado brevemente elevar Germano ao trono, mas, em vez disso, tomou o trono para si mesmo. Um rumor da época sugeriu que Germano tinha conseguido salvar a vida de Teodósio por suborno aos homens de Focas; Teofilacto descarta qualquer veracidade. Neste caso, Focas não confiava em Germano. A Crônica menciona Germano tornando-se um padre em 603. Teófanes considera isto como decisão direta de Focas, que tinha descoberto uma conspiração de Germano contra ele.
Se Focas acreditava que ele tinha acabado com Germano, estava enganado. Teófanes registra que a imperatriz Constantina manteve contato com Germano e que ambos estavam conspirando contra ele. As mensagens deles foram confiscadas por Petrônia, uma serva de Constantina, que provou-se desleal e reportou a conspiração para Focas. Constantina foi presa e colocada sob custódia de Teopempto, prefeito de Constantinopla; seu interrogatório incluiu tortura e ela foi forçada a dar o nome de seus companheiros de conspiração. Constantina e todas as suas três filhas foram executadas na Calcedônia. Germano e sua filha de nome desconhecido foram também executados na ilha de Prote. Teófanes coloca as mortes em 605/606, mas a data exata é inexata. A Crônica Pascoal registra que todos os seis foram decapitados.

## Família
Além de uma mulher chamada Leôncia que foi mencionada por Teófanes, o Confessor, não se conhece o nome de nenhum outro parente de Germano. Seu nome tem levado a uma possível identificação com o filho de mesmo nome de Germano e Matasunta. Porém, o mesmo indivíduo é também identificado com Germano, o genro do imperador Tibério II (r. 574–582) e Ino Anastácia. O nome comum "Germano" pode insinuar que estas figuras estariam relacionadas, mas há evidências insuficientes para identificações.